# Elżbieta Mycielska
Elżbieta hr. Mycielska (ur. 1859, zm. 18 lipca 1936 w Warszawie) – polska działaczka katolicka i społeczna.
Legitymowała się tytułem hrabianki. Ksieni Zgromadzenia Maryi P. P. Kanoniczek Warszawskich przy kościele na placu Teatralnym, Dziecko Maryi, przewodnicząca Katolickiego Związku Polek, wiceprzewodnicząca Towarzystwa Opieki nad Nieuleczalnie Chorymi stołecznego miasta Warszawy, opiekunka zakładu w Królikarni, długoletnia członek zarządu Katolickiego Towarzystwa Opieki nad Młodymi Dziewczętami, jedna z założycielek zakładu. św. Jadwigi dla robotnic.
Została odznaczona orderem Pro Ecclesia et Pontifice, złotym medalem Czerwonego Krzyża I klasy.
Zmarła 18 lipca 1936 w Warszawie w wieku 77 lat. Została pochowana na cmentarzu Powązkowskim w Warszawie 21 lipca 1936 (kwatera P-6-8/9).